# Godorfer Mühle

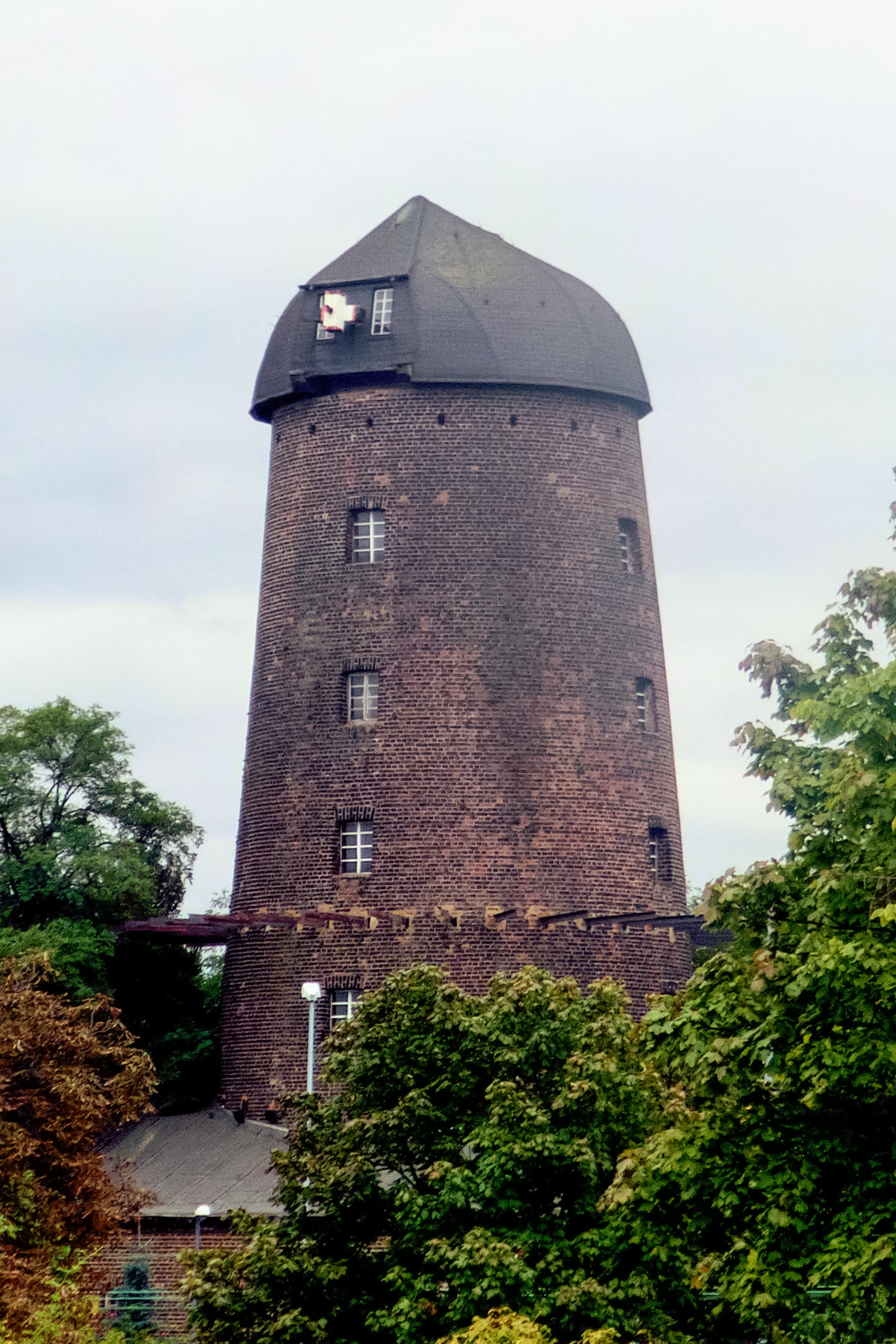
Godorfer Mühle

Die Godorfer Mühle ist eine ehemalige Windmühle im Kölner Stadtteil Godorf. Sie gilt als das Wahrzeichen Godorfs.

## Geschichte
Die Godorfer Mühle wurde 1735 von dem Brühler Stadtmüller Jakob Stemmel auf dem Heldenberg in Godorf als Bockwindmühle gebaut. In den Jahren 1807 und 1808 wurde die Moulin de Godorf in der Tranchotkarte eingetragen.
1841 wurde der siebenstöckige 45 Meter hohe Godorfer Mühlenturm unter der Leitung des Bauherrn Josef Glasmacher, von Beruf Müller und Ackerer, dessen Familie auch schon die Bockwindmühle bewirtschaftet hatte, in Backsteinbauweise errichtet. Die Kastenmühle wurde 1849 durch eine Turmwindmühle ersetzt, eine Holländerwindmühle mit rund laufender Galerie. Im selben Jahr verkaufte Glasmacher den Mühlenhof für 3000 Taler an Peter Wirtz. Auf einer Steintafel über der Toreinfahrt befindet sich die inschriftliche Datierung des Baus der Turmwindmühle.
Bis 1890 wurde mit Windkraft gemahlen, danach mit Dampf. 1910 erhielt die Mühle einen elektrischen Antrieb.
Der Mühlenturm war bis 1959 noch in Betrieb. Danach wurde er zunehmend restaurierungsbedürftig; insbesondere das Dach war völlig verfallen. Schließlich wurde das Mahlwerk ausgebaut.
1980 zog der Kunsthandwerker Hermann Schmitz mit seiner Familie auf den Mühlenhof und ließ die Anlage von 1981 bis 1983 restaurieren.
Seit 2005 wird der Mühlenturm als Lager genutzt. Von der ehemaligen Innenausstattung sind nur noch die alten Holzböden erhalten geblieben.

## Denkmalschutz
Die Godorfer Mühle wurde am 1. Oktober 1981 unter der Nummer 777 in die Liste der Baudenkmäler im Kölner Stadtteil Godorf eingetragen.